# Kohlbergspitze
Kohlbergspitze är en bergstopp i Österrike.   Den ligger i distriktet Reutte och förbundslandet Tyrolen, i den västra delen av landet, 400 km väster om huvudstaden Wien. Toppen på Kohlbergspitze är 2 202 meter över havet, eller 458 meter över den omgivande terrängen. Bredden vid basen är 3,7 km.
Terrängen runt Kohlbergspitze är bergig åt sydost, men åt nordväst är den kuperad. Runt Kohlbergspitze är det ganska glesbefolkat, med 29 invånare per kvadratkilometer.. Närmaste större samhälle är Reutte, 8,0 km nordväst om Kohlbergspitze. 
I omgivningarna runt Kohlbergspitze växer i huvudsak barrskog.